# BCX
BCX es un software libre para la programación de aplicaciones que traduce código fuente BASIC a código fuente del lenguaje de programación C y C++ que puede ser compilado usando compiladores de C, entre ellos LCC-Win32 y Pelles C. Existe también un proyecto derivado del BCX, el BC9BASIC, que emplea ANSI C. El particular dialecto del BASIC empleado por el BCX es el BCX BASIC, lenguaje en el que ha sido escrito y autocompilado el propio BCX.
El programa fue creado y desarrollado por Kevin Diggins desde 1999 hasta finales de 2004, cuando lanzó el código fuente bajo licencia GPL. Otros programadores que han colaborado posteriormente en el desarrollo y expansión del BCX son Mike Henning, Wishlaw Robert, Wayne Halsdorf y Saleh Hajiagazadeh. El programa cuenta actualmente con varios IDE y numerosas utilidades de distinto tipo.

## Diferencias entre BCX BASIC y otros BASIC
- No soporta números de línea.
- BCX BASIC, al igual que el C/C++, usa 1 para TRUE y 0 para FALSE, al contrario que el QBASIC, que usa -1 para TRUE y 0 para FALSE.
- A diferencia de otros, es Case Sensitive para los nombres de las subrutinas, funciones, etc.
- Todas las variables y matrices, tanto globales como locales tienen que ser primero declaradas antes de poder usarse.